# When the Keyboard Breaks: Live in Chicago
When the Keyboard Breaks é um álbum do grupo Liquid Tension Experiment. O álbum foi gravado durante um show do grupo na cidade de Chicago, Estados Unidos.

## História
Durante a execução da canção "Universal Mind", o teclado Roland Fantom G8 de Jordan Rudess começou a apresentar problemas, tocando intervalos de semitom a cada intervalo de quarta. Ainda durante a música, Jordan saiu do palco para tentar reparar o problema. Durante esse tempo, os outros três músicos decidiram continuar improvisando até que Jordan voltasse.
Como não tinha nenhum equipamento substituto nem o seu técnico habitual, Jordan teve de tentar resolver o problema por telefone com o pessoal da Roland no Japão. Os outros três músicos continuaram tocando e Mike Portnoy dava notícias de Jordan ocasionalmente (estes foram os pontos determinantes para a divisão das faixas do álbum). No final, Jordan acabou pegando a guitarra de John Petrucci e começou a improvisar com os outros, enquanto John assumia o baixo de Tony Levin, que já estava tocando apenas seu chapman stick. No final da jam, Mike Portnoy pegou o baixo de Tony e Charlie Benante tocou bateria.
Ninguém conseguiu consertar o teclado. A produção do álbum não foi oficial e veio de uma gravação stereo do mixer de fora do palco, de modo que não houve como fazer uma mixagem adequada e o som foi o mesmo que a plateia ouviu.
O nome do álbum é um trocadilho com a faixa "When the Water Breaks", do álbum Liquid Tension Experiment 2.

## Faixas
| N.º | Título                                      | Duração |  |
| 1.  | "Universal Mind (When the Keyboard Breaks)" | 2:20    |  |
| 2.  | "The Chicago Blues & Noodle Factory"        | 7:03    |  |
| 3.  | "Fade Away or Keep Going?"                  | 5:03    |  |
| 4.  | "The Haunted Keyboard"                      | 9:34    |  |
| 5.  | "Close Encounters of the Liquid Kind"       | 15:13   |  |
| 6.  | "Ten Minute Warning"                        | 5:55    |  |
| 7.  | "That 'Ol Broken Down Keyboard Blues"       | 6:34    |  |
| 8.  | "Liquid Anthrax"                            | 6:34    |  |
| 9.  | "That's All Folks!"                         | 2:12    |  |

## Integrantes
- Tony Levin – baixo, chapman stick
- Mike Portnoy – bateria, baixo a partir da faixa 8
- John Petrucci – guitarra, baixo a partir dos 2:40 da faixa 7
- Jordan Rudess – guitarra a partir dos 2:00 da faixa 7
- Charlie Benante – bateria a partir da faixa 8